# Rimpelbuisobstakelbeveiliger

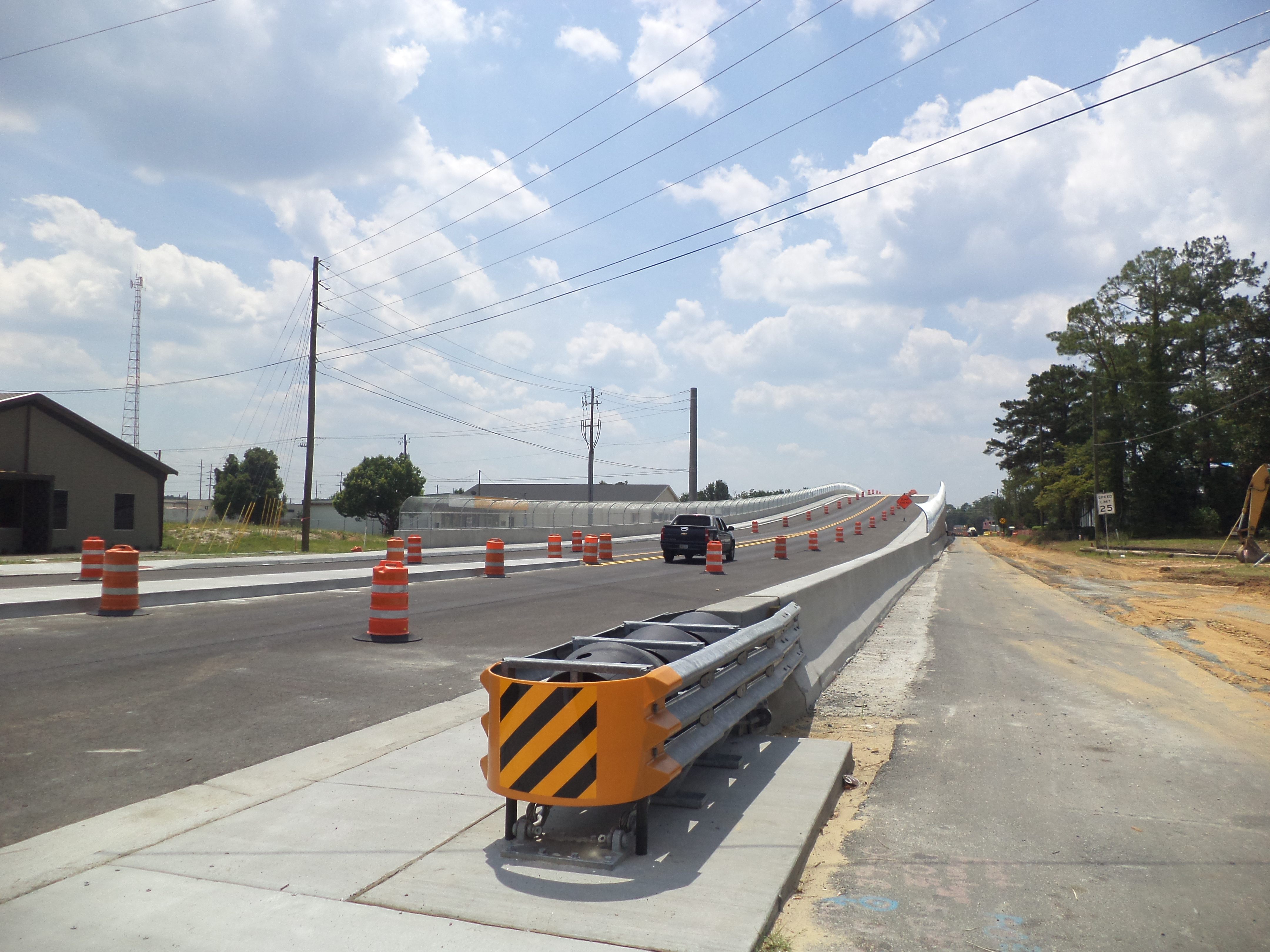
Amerikaanse obstakelbeveiliger

Een rimpelbuisobstakelbeveiliger, vaak afgekort tot RIMOB is een constructie die op autosnelwegen wordt gebruikt om obstakels af te schermen en de klap van een ongeval op te vangen. Doorgaans is het een V-vormige constructie die op een kleine vangrail lijkt, en tussen de poten van de V zitten buizen. De constructie is bedoeld om de botsingsenergie te absorberen, en wordt geplaatst voor pilaren van bruggen of bebording of pilaren van bijvoorbeeld straatverlichting.
Bij een aanrijding van de RIMOB van de voorzijde, worden de buizen geknikt, waardoor de botsingsenergie wordt opgevangen. Bij een zijdelingse aanrijding zorgt de geleiding ervoor, dat het voertuig niet met volle vaart tegen het te beschermen object botst.

## Nederland
In Nederland worden sinds 1982 RIMOB's toegepast. De kosten van een RIMOB werden in 2016 op 15.000 euro geschat. In 1990 is het functioneren van RIMOB's onderzocht, waaruit onder andere bleek dat er gemiddeld eens in de vijf jaar een aanrijding met een geplaatste RIMOB is.